# Kosatec měňavý
Kosatec měňavý (Iris versicolor) je druh kosatce pocházející ze Severní Ameriky, a to z východních Spojených států a východní Kanady. Vyskytuje se na ostřicových loukách, v bažinách a podél břehů. 

## Popis
Iris versicolor je kvetoucí vytrvalá rostlina dorůstající 10 až 80 cm. Má tendenci tvořit velké shluky silných, plazivých oddenků. 
Modrý květ má 6 okvětních a kališních lístků. Květy jsou obvykle světle až tmavě modré, neobvyklá není ani fialová. Kvetou během května až července. Plodem je tobolka.

## Toxicita
Listy i kořeny rostliny jsou jedovaté a mohou způsobit zánět žaludku a střev. Pro telata může být konzumace rostliny smrtelná.

## Symbolika
Kosatec je od roku 1933 oficiální květinou amerického státu Tennessee. Ačkoli zákon nedefinuje konkrétní typ kosatce, obecně je takto přijímán právě tento fialový druh.
Kosatec měňavý je od roku 1999 také květinou kanadské provincie Quebec. V této roli nahradil lilii bělostnou, která z provincie nepochází. 

## Galerie

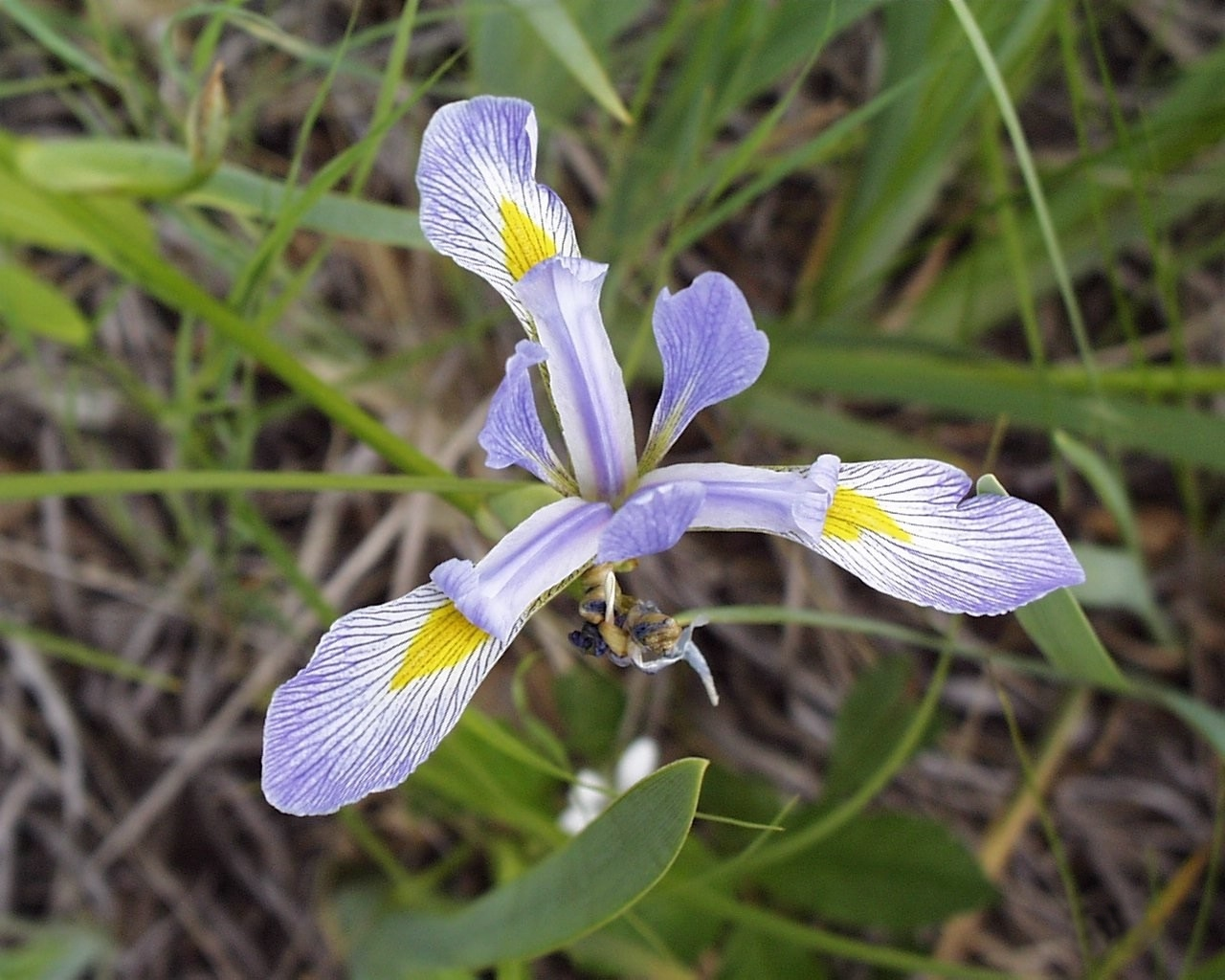
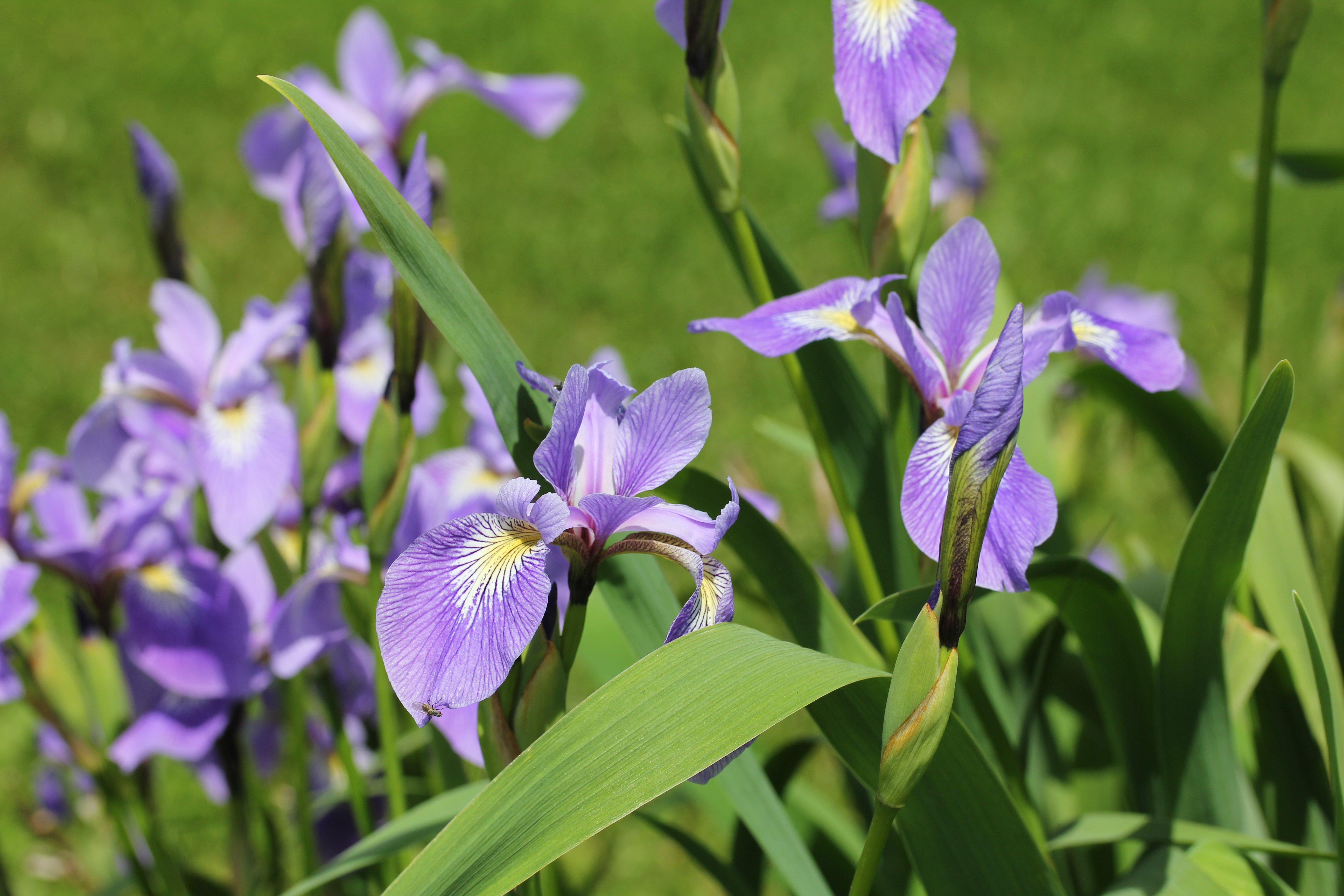
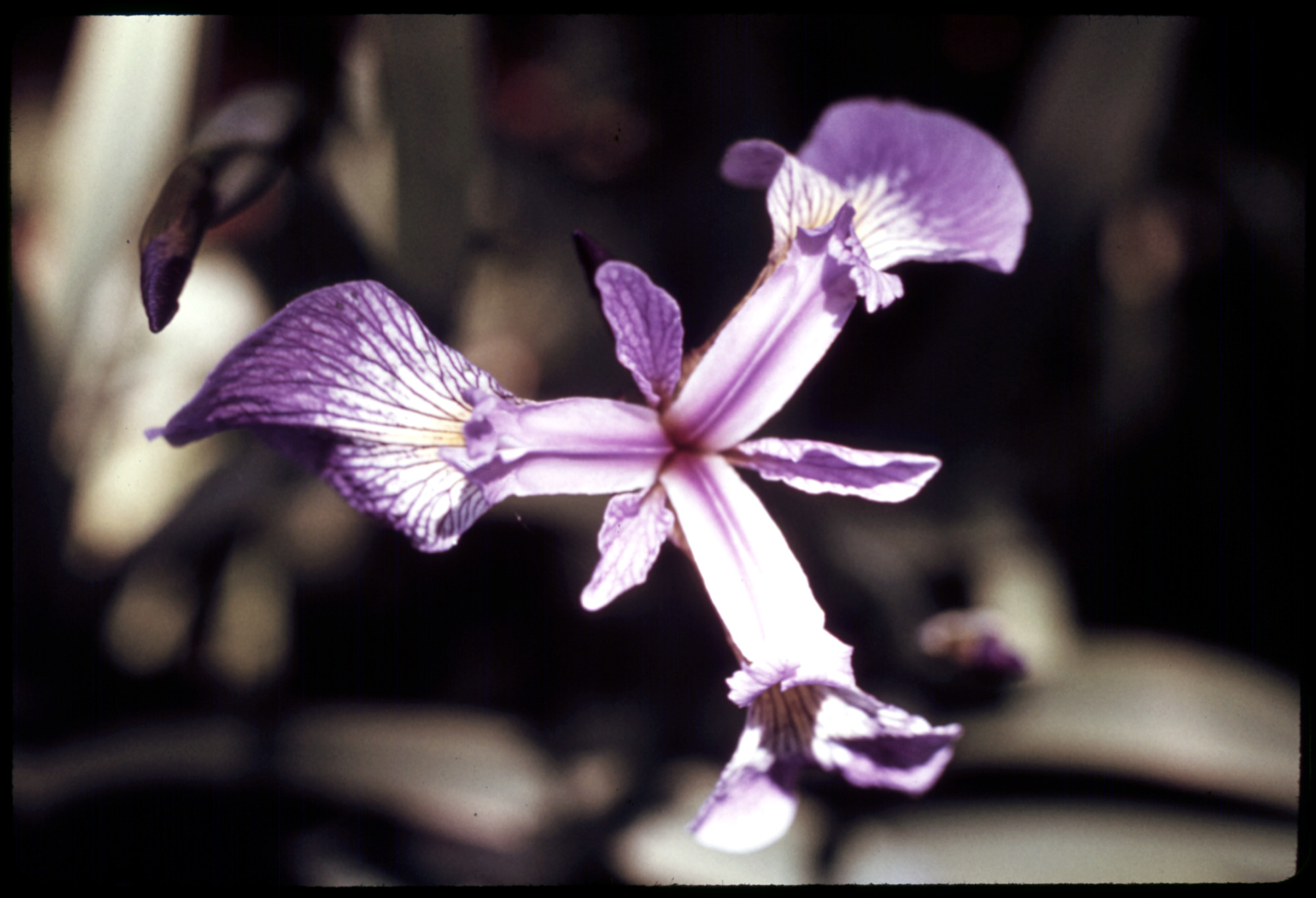
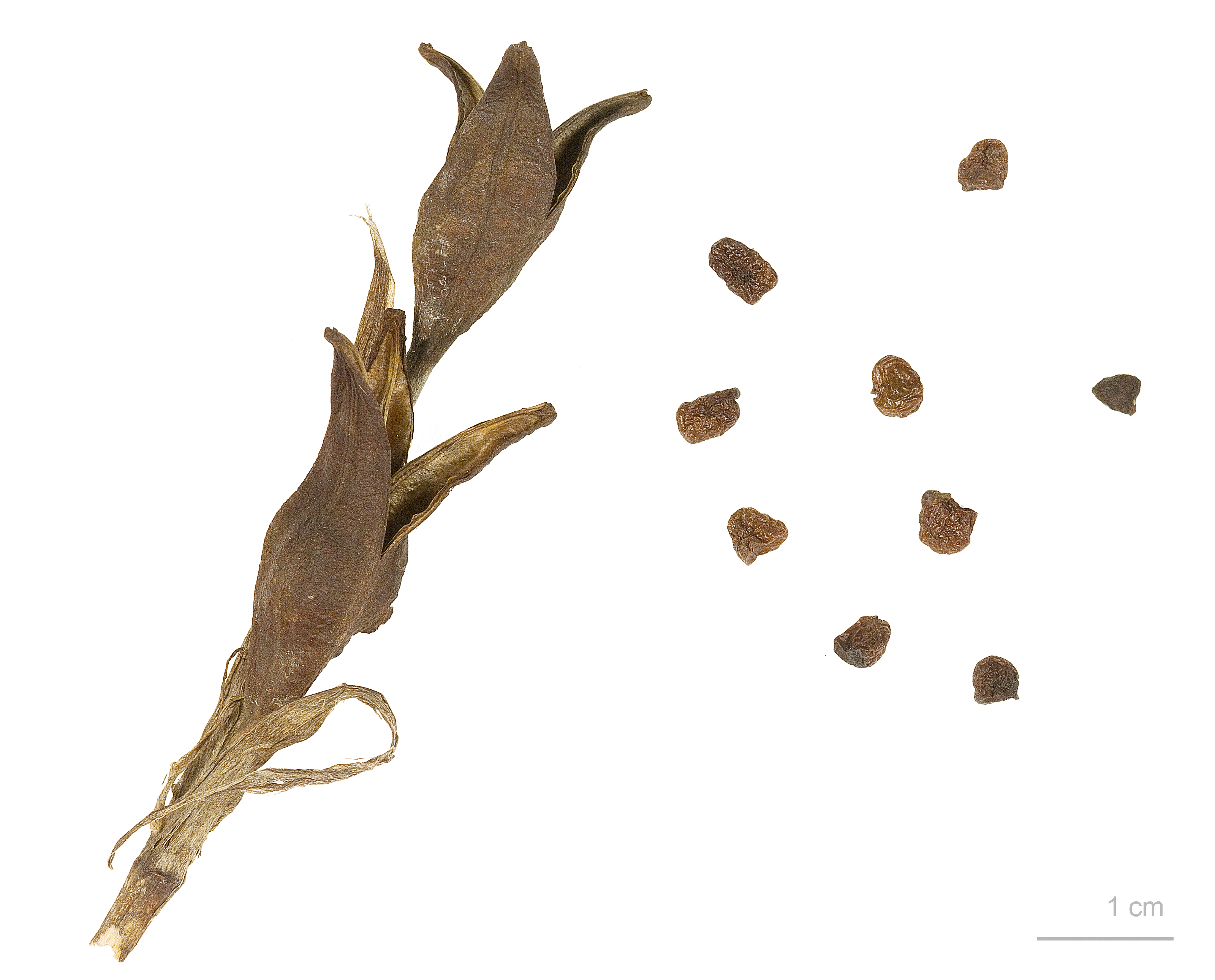
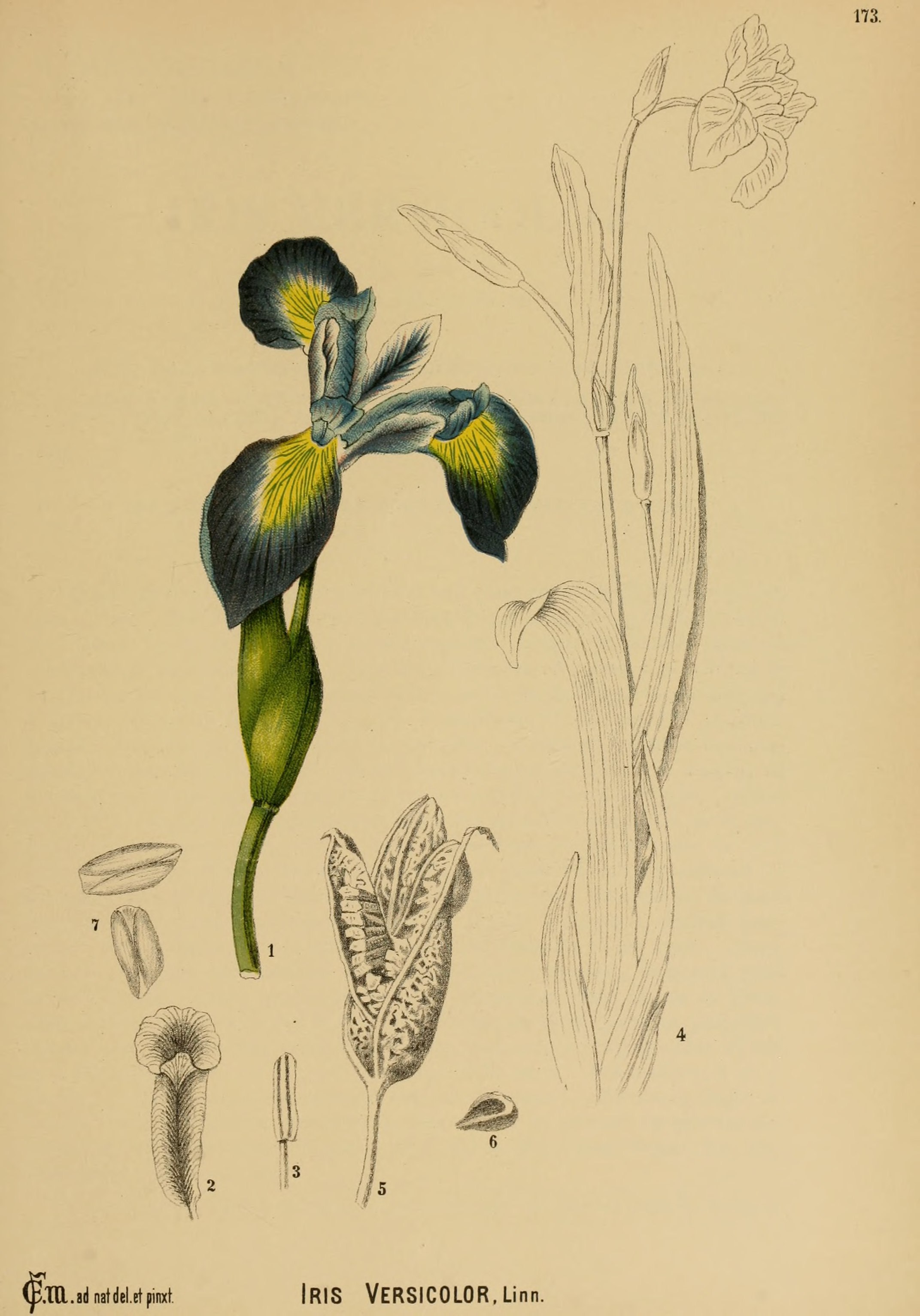
Vyobrazení v American Medicinal Plants, 1887